# Jennie Kidd Trout
Jennie Kidd Trout, född Gowanlock 21 april 1841, död 10 november 1921, var en kanadensisk läkare. Hon blev 11 mars 1875 den första kvinna med licens att praktisera medicin i Kanada och därmed Kanadas första kvinnliga läkare; hon var också dess enda fram till att Emily Stowe fick sin licens fem år senare.

## Biografi
Jennie Kidd Trout föddes i Skottland som dotter till bönderna Andrew Gowanlock och Elizabeth Kidd och gifte sig 1865 med tidningsutgivaren Edward Trout. 
År 1871 blev hon, tillsammans med Emily Stowe, den första kvinna som fick tillstånd att studera på universitet i Kanada när hon fick speciell personlig dispens att läsa medicin vid Toronto School of Medicine. Hon fullföljde sin utbildning vid Woman's Medical College of Pennsylvania och återvände sedan till Kanada där hon blev landets första kvinnliga läkare sedan hon 1875 fått sin amerikanska utbildning godkänd i Kanada; det var dock inte förrän med Augusta Stowe-Gullen 1883 som Kanada fick sin första kvinnliga läkare som också utbildat sig där. Kidd Trout drev sedan en framgångsrik praktik i Toronto. 
Jennie Kidd Trout förekom på frimärke i Kanada 1991. 